# Musas de Andalucía
Musas de Andalucía, op. 93 es un ciclo de nueve piezas para cuerdas, piano y soprano que Joaquín Turina compuso en 1942, cada uno de ellas con una composición instrumental especial. La letra de la quinta pieza es de Josefina de Attard.
La obra se estrenó en la Radio Nacional de España en 28 de diciembre de 1944. Los intérpretes fueron: Lola Rodríguez Aragón (soprano), Joaquín Turina (pianista acompañante) y la Agrupación Nacional de Música de Cámara, compuesto por Enrique Iniesta (violín I), Luis Antón (violín II), Pedro Meroño (viola), Juan Ruiz Casaux (violonchelo) y Enrique Aroca (piano). El estreno del ciclo completo, en concierto público, tuvo lugar el 2 de diciembre de 1944 en el teatro del Notariado de Mar del Plata (Argentina) a cargo del Quinteto (Manuel) Rego y la soprano Edith Villalba.

## Estructura
1. Clío (las puertas de la Rábida), para piano ;
2. Euterpe (plena celebración), para violín y piano (dedicación: Cariñoso recuerdo a Josefina Ribera en el día de su santo. JT. 19 de marzo de 1943) ;
3. Talía (naranjos y olivos), para cuarteto de cuerda ;
4. Polimnia (nocturno) para violonchelo y piano (dedicatoria: Para la Biblioteca Musical del Excmo. Ayuntamiento de Madrid. Julio de 1943") ;
5. Melpómene (reflexiones) para voz y piano ;
6. Erato (trovos y saetas) para voz y cuarteto de cuerda ;
7. Urania (farruca fugada) para piano ;
8. Terpsícore (minué) para piano (dedicación: A Pilar Mendicuti muy afectuosamente. J. T. Mayo de 1944) ;
9. Calíope (himno) para cuarteto de cuerda y piano.

- Tiempo de ejecución: treinta y cinco minutos